# Stary Imielnik
Stary Imielnik [pronunciación en polaco: /ˈstarɨ iˈmjɛlnik/] es un pueblo ubicado en el distrito administrativo de Gmina Stryków, dentro del Distrito de Zgierz, Voivodato de Łódź, en Polonia central. Se encuentra aproximadamente a 7 kilómetros al suroeste de Stryków, a 11 kilómetros al este de Zgierz, y a 11 kilómetros al noreste de la capital regional Łódź.